# 1304 Arosa
1304 Arosa (1928 KC) là một tiểu hành tinh nằm phía ngoài của vành đai chính được phát hiện ngày 21 tháng 5 năm 1928 bởi Karl Wilhelm Reinmuth ở Heidelberg-Königstuhl State Observatory.